# Maysara al-Matghari
Maysara al-Maṭgharī (in arabo ميسرة المطغري‎?, o al-Madgharī; ... – Tangeri, settembre/ottobre 740) è stato un rivoluzionario berbero è stato un capo della tribù berbera dei Madghāra (o Maṭghāra). Guidò la Grande rivolta berbera intorno al quinto decennio di quel secolo.

## Cause
Hishām b. ʿAbd al-Malik, 10º Califfo omayyade di Damasco (Siria attuale), aveva conservato l'iniquo sistema fiscale instaurato dai suoi predecessori (con la sola eccezione di ʿUmar II di far pagare la jizya e il kharāj ai neo-convertiti non-Arabi (mawālī), che gravava sui sudditi non musulmani "protetti" (dhimmi) che invece sarebbero stati obbligati al pagamento della sola zakat.

I governatori di Tangeri e del Sous (Marocco attuale) mostrarono notevole zelo nell'applicazione di questa politica miope, cosa che provocò la rivolta dei sudditi così angariati, diretta (alcune fonti dicono) da un capotribù kharigita di Qayrawān o, più probabilmente, di Tangeri, di nome Maysara, che aveva però senza dubbio lavorato come venditore d'acqua nel mercato di Qayrawān, tanto da meritarsi il laqab di "al-Ḥaqīr": "l'Umile".

## La rivolta
Nel 739 egli guidò una delegazione alla corte del Califfo a Rusafa per presentargli le doglianze dei Berberi e la loro rabbia per la riduzione in schiavitù di alcune giovani donne,  vendute sui mercati di Damasco, entrate anche a far parte dell'harem di Hishām, chiedendo la fine di quegli abusi, equanimità nella divisione del bottino bellico e altre pratiche arabe, ritenute biasimevoli dai Berberi, come quella di sventrare le pecore per ottenere la pelliccia dei loro feti. Le lagnanze giunsero al Califfo ma egli non ricevette la delegazione, né dette alcuna risposta per esaudire le loro richieste, cosa che fu ritenuta un'insopportabile umiliazione, dando fuoco alle polveri della rivolta a Tangeri. 
Maysara s'impadronì della città, uccise il governatore ʿUmar b. ʿAbd Allāh e si proclamò Califfo. Riuscì a impedire lo sbarco d'un esercito arabo inviato dalla Spagna, accompagnato dal governatore locale, ʿUqba b. al-Ḥajjāj e s'impadronì del Sous di cui uccise il governatore. Poi Maysara sembra cominciasse a comportarsi troppo tirannicamente, finendo con l'essere deposto e ucciso dai suoi seguaci e rimpiazzato da Khālid b. Ḥamīd al-Zanātī, sotto il cui comando i Berberi vinsero un esercito arabo, in cui erano presenti molti aristocratici (Battaglia dei nobili, in arabo, ghazwat al-ashrāf), sulle sponde del fiume Chelif, all'inizio del 740.
Sconfitte le truppe arabe, Hishām inviò nuove truppe dalla Siria, comandate da Kulthūm b. ʿIyād ma anche queste furono sgominate dai Berberi sulle sponde del Sebou (Marocco attuale) nell'ottobre del 741. Il governatore egiziano Ḥanẓala b. Ṣafwān intervenne a sua volta, bloccato però da due eserciti kharigiti nel corso di due battaglie ad al-Qarn e ad al-Asnam (attuale Algeria), mentre minacciavano Qayrawan (attuale Tunisia) (primavera 742),